# 安宅清康
安宅 清康（あたぎ きよやす）は、戦国時代から安土桃山時代にかけての武将。淡路国洲本城・由良城の城主。官途名は河内守。初め甚五郎冬宗と名乗ったという。
清康の名は一次史料で見られず、同時期の安宅氏当主として安宅 神五郎（あたぎ じんごろう）の名が確認できる。神五郎についても本項で述べる。

## 略歴
清康は安宅冬康の二男とされ、実子でなく養子であるともいわれる。
天正6年（1578年）、兄・安宅信康が死去したために家督を継ぐ。天正9年（1581年）11月、織田信長の命を受けた羽柴秀吉・池田元助の軍に攻められ降伏した。『太閤記』によると、この時降伏した「安宅河内守」は元助ともに安土へと赴き、信長から所領を安堵されたという。しかし清康はこの年のうちに洲本城で病死したとされる。この他、秀吉に降伏した後、切腹したとの話も伝わる。
福岡藩主黒田家には安宅切（あたきぎり、重要文化財）という刀が伝来するが、この名は天正9年（1581年）の淡路由良城攻めの際、黒田孝高がこの刀で安宅河内守を討ち取ったことに由来するとされる。
なお、近年の研究によれば、「清康」や兄「信康」の名は一次史料で確認できず、また羽柴秀吉・池田元助から「安宅河内守」に宛てられた書状の写が存在するものの、その内容から偽文書とみられ、安宅河内守が実在したかどうかも不明となる。安宅冬康の死後、安宅氏の家督は冬康の嫡男・神太郎が継ぎ、その後、冬康の兄である三好実休の子の神五郎が継承したとされている。

## 安宅神五郎
天正期の安宅氏当主・安宅神五郎は、三好実休の子（『三好別記』では三男）として生まれた。元亀3年（1572年）4月には安宅氏の養子になっており、「安宅神五郎」と呼ばれている。同年11月時点で安宅冬康の嫡子・神太郎が健在だったが、神太郎は間もなく死去したためか、これ以後、神五郎が安宅氏の当主として活動している。神五郎の養子入りについては、織田信長と対立する三好氏が信長方に付く神太郎に対抗すべく送り込んだものと考えられる。
天正3年（1575年）10月、神五郎は信長と和睦し、阿波三好氏から離反した。天正4年（1576年）5月、大坂本願寺に兵糧を運び入れようとする毛利方の警固衆を迎撃するよう、信長から求められている。同年7月、摂津木津浦での戦いで織田方警固は毛利方に敗れ壊滅した（第一次木津川口の戦い）。その後の10月時点で毛利方は大坂への兵糧搬入を容易と見ており（「小笠原文書」）、織田方の海上戦力が失われたこともあって、神五郎は毛利方に対し表立って敵対することはなかったものとみられる。
天正4年（1576年）12月に神五郎の実兄で阿波三好氏当主の三好長治が滅亡すると、神五郎はそれを本願寺に伝達し、天正5年（1577年）1月には毛利輝元の叔父・小早川隆景の誘いに応じて、毛利・本願寺方へと転じていた。
天正6年（1578年）12月、神五郎は対立していたとみられる志知の野口長宗を排除し、淡路全体が毛利方となった。野口長宗はこの後羽柴秀吉を頼り、阿波の反三好勢力に対する取次を務めることとなる。
天正9年（1581年）11月、羽柴秀吉と池田元助が淡路に出陣し、毛利方の守る岩屋城を落城させ、織田勢による淡路制圧が完了した。
天正10年（1582年）6月2日に本能寺の変が起きると、淡路水軍の菅達長が洲本城を占拠した。同月9日、備中から播磨へと戻ってきた秀吉が神五郎にその奪還を命じている。この際、神五郎は「三好神五郎」と呼ばれており、三好一族として遇されていた。
天正10年（1582年）9月、神五郎は阿波出陣に加わって秀吉から本知を安堵されたが、天正12年（1584年）、内陸部の播磨国明石郡押部谷へ2,500石で転封された。この後、淡路全島は秀吉の直臣である仙石秀久へと与えられ、秀久の讃岐転封後は同じく秀吉直臣の脇坂安治と加藤嘉明に与えられた。
神五郎はこの後慶長4年（1599年）に、子とみられる三好甚九郎や片桐且元らとともに相国寺の警固を行っていることが確認できる（「鹿苑日録」）。